# Джедовци
Джедовци (на сръбски: Ђедовци) е село в Босна и Херцеговина, разположено в община Соколац, в ентитета на Република Сръбска. Населението му според преброяването през 2013 г. е 22 души, от тях: 20 (90,90 %) сърби, 1 (4,54 %) хърватин.

## Население
Численост на населението според преброяванията през годините:
- 1961 – 124 души
- 1971 – 72 души
- 1981 – 53 души
- 1991 – 35 души
- 2013 – 22 души